# Calicina keenea
Calicina keenea is een hooiwagen uit de familie Phalangodidae. De wetenschappelijke naam van Calicina keenea gaat terug op Briggs.